# اردوگاه الرشیدیه
اردوگاه الرشیدیه (عربی: مخيم الرشيدية) در پنج کیلومتری جنوب بندر ساحلی تیرا در جنوب شهر صور لنبانی واقع شده است و در بین ۱۲ اردوگاه پناهندگی موجود در خاک لبنان نزدیکترین به فلسطین به‌شمار می‌رود و از مرز لبنان تا فلسطین ۲۳ کیلومتر فاصله دارد.

## تقسیم‌بندی
اردوگاه الرشیدیه به دو قسمت تقسیم می‌شود بخش قدیم و بخش جدید. بخش قدیم آن توسط دولت فرانسه در سال ۱۹۳۶ برای پناهندگان ارمنی که از ارمنستان به لبنان فرار می‌کردند ساخته شده است. قسمت جدید آن در سال ۱۹۶۳ برای پناهندگان فلسطینی که از اردوگاه پناهندگی «جورود» واقع در منطقه بعلبک در لبنان اخراج شده بودند ساخته شد. اکثریت ساکنان اردوگاه الرشیدیه از روستاهای «دیر القاسی و النهر» و روستاهای دیگر در شمال فلسطین می‌باشد.